# Wesołowo (powiat szczycieński)
Wesołowo (niem.Wessolowen, w latach 1938–1945 Fröhlichshof) – wieś w Polsce położona w województwie warmińsko-mazurskim, w powiecie szczycieńskim, w gminie Wielbark. W latach 1975–1998 miejscowość należała administracyjnie do województwa olsztyńskiego.

## Historia
Wieś położona nad rzeką Omulew, wymieniana w 1565 jako własność Albrechta Kościeszy, mistrza lutniczego z Kucborka. W XVIII w. lokowana w ponownie w ramach osadnictwa szkatułowego. W 1938 r. w ramach akcji germanizacyjnej zmieniono urzędową nazwę miejscowości na Frölichshof.

## Zabytki
- Zabytkowa, murowana zabudowa w układzie ulicówki z początku XX w.
- Drewniane chałupy z końca XIX w.
- Dawna szkoła (obecnie mieszkanie prywatne) z przełomu XIX i XX w.
- Leśniczówka, znajdująca się na skraju wsi
- Dawny cmentarz ewangelicki